# Ирис Райхенбаха
Ирис Райхенбаха (лат. Iris reichenbachii) — вид однодольных растений рода Ирис (Iris) семейства Ирисовые (Iridaceae). Впервые описан венгерским ботаником Яношем Хойффелем в 1858 году.

## Распространение и среда обитания
Распространен на Балканском полуострове (Сербия, Северная Македония, северо-восток Греции), в Румынии. Произрастает по скалистым и каменистым местам, поднимается в горы до субальпийского пояса.

## Ботаническое описание
Стебель до 35 см высотой, иногда ветвистый. Листья серповидно изогнуты, 0,5—1,8 см шириной.
Цветки жёлтые, фиолетовые или синие с фиолетовыми жилками. Цветёт в конце мая — начале июня около 12—14 дней.